# Friedrich Boschmann

Friedrich Boschmann

Friedrich Otto Boschmann (* 1. Januar 1903 in Groß-Plehnendorf bei Danzig; † 1965) war ein deutscher Politiker (NSDAP) und SA-Führer.

## Leben und Wirken
Nach dem Besuch der Mittelschule in Danzig meldete Friedrich Boschmann sich 1919 mit sechzehneinhalb Jahren freiwillig zum Grenadier-Regiment 5. Von 1919 bis 1921 gehörte er dann nacheinander dem Infanterieregiment 33, dem Infanterieregiment 102 und dem Reichswehr-Schützenbataillon an.
Anfang 1923 trat Boschmann in Hamburg der SA bei. Die folgenden Jahre verbrachte er als Trimmer, Heizer und Maschinist auf See. Zum 1. Dezember 1930 trat er der NSDAP bei (Mitgliedsnummer 421.410) und wurde Sektionsführer der Sektion Seefahrt der NSDAP sowie als Obersturmbannführer Führer des ersten Marinesturms der SA. In den folgenden Jahren übernahm er verschiedene andere Funktionen in der SA. 1931 ist er als Führer des SA-Marinesturms 1 mit Wohnsitz in Hamburg nachweisbar.
Von 1935 bis 1936 fungierte Boschmann als Sachwalter „Seeschiffahrt“ der Auslandsorganisation der Deutschen Arbeitsfront (DAF) in Hamburg. Später wurde er zum Reichsfachgruppenwalter Seeschiffahrt im Fachamt Energie – Verkehr – Verwaltung der DAF ernannt.
Von November 1933 bis zum Ende der NS-Herrschaft im Frühjahr 1945 saß Boschmann als Abgeordneter für den Wahlkreis 34 (Hamburg) im nationalsozialistischen Reichstag. Innerhalb der SA erreichte Boschmann den Rang eines Standartenführers.
Nach Gründung der Bundesrepublik gehörte er dem rechtsextremen Bund für Wahrheit und Recht an und bekleidete bei der SRP den Posten des 2. Vorsitzenden.

## Ehe und Familie
Boschmann war verheiratet mit Else Schulz (* 11. Februar 1913/1915 in Wilhelmsburg).